# Caitlin Carmichael
Caitlin Carmichael, all'anagrafe Caitlin Elizabeth Carmichael (Tifton, 2 luglio 2004), è un'attrice, modella, ballerina e ginnasta statunitense, nota per aver interpretato il ruolo di Gretta nella serie Cavaliere per caso (Dwight in Shining Armor).

## Biografia
Caitlin Carmichael è nata il 2 luglio 2004 a Tifton in Georgia, da madre Catherine Carmichael e da padre Tom Carmichael, con cui anni dopo si è trasferita in California. Ha sempre mostrato interesse per le arti dello spettacolo, come la danza e la recitazione, così sua madre l'ha iscritta a corsi di ballo all'età di tre anni ed ha anche imparato la ginnastica.

## Carriera
Caitlin Carmichael è apparsa in numerosi programmi televisivi e film, tra cui A tutto ritmo (Shake It Up), iCarly, Hot in Cleveland, Law & Order: LA, Criminal Minds.
Nel 2011 è stata nominata al 32° Young Artist Awards per il cortometraggio The Mis-Informant.
Oltre alla recitazione, trascorre il tempo prendendo lezioni di danza (balletto, tip tap e hip hop) e di ginnastica e fa anche volontariato con la chiesa presbiteriana di Beverly Hills, aiutando a nutrire i senzatetto.
Nel 2012 è stata nominata al 33° Young Artist Award per la migliore interpretazione come ospite in una serie televisiva in A tutto ritmo (Shake It Up) e ha anche vinto come migliore interpretazione in una miniserie per il suo ruolo in Mucchio d'ossa (Bag of Bones).
Dal 2019 al 2021 ha interpretato il ruolo di Gretta nella serie Cavaliere per caso (Dwight in Shining Armor).

## Filmografia

### Attrice

#### Cinema
- Backlight, regia di Fernando Fragata (2010)
- Conception, regia di Josh Stolberg (2011)
- Forgetting the Girl, regia di Nate Taylor (2012)
- Lizzie, regia di David Dunn Jr. (2012)
- The Wicked , regia di Peter Winther (2013)
- Wiener Dog Nationals, regia di Peter Winther (2013)
- A Country Christmas, regia di Dustin Rikert (2013)
- 300 - L'alba di un impero (300: Rise of an Empire), regia di Noam Murro (2014)
- Teacher of the Year, regia di Jason Strouse (2014)
- Being American, regia di Fatmir Doga (2014)
- Wiener Dog Internationals (2015)
- An American Girl: Grace Stirs Up Success, regia di Vince Marcello (2015)
- Operation: Neighborhood Watch!, regia di Mark Cartier (2015)
- Martyrs, regia di Kevin Goetz e Michael Goetz (2015)
- A Boy Called Po, regia di John Asher (2016)
- The Night Visitor 2: Heather's Story, regia di Brianne Davis (2016)
- Wiener Dog Internationals, regia di Kevan Peterson (2016)
- Il segreto della sirena (A Mermaid's Tale), regia di Dustin Rikert (2016)
- Epiphany, regia di Koula Sossiadis Kazista e Katina Sossiadis (2016)
- L'autista (Wheelman), regia di Jeremy Rush (2017)
- La vita in un attimo (Life Itself), regia di Dan Fogelman (2018)
- Midnight in the Switchgrass - Caccia al serial killer (Midnight in the Switchgrass), regia di Randall Emmett (2021)

#### Televisione
- In the Motherhood – serie TV, episodio Just Shoot Me, Cupid! (2008)
- Mystery ER – serie TV, episodio Dead in Ten/Speed Bump (2008)
- Criminal Minds – serie TV, episodi Roadkill e In the Blood (2009, 2013)
- 10 cose che odio di te (10 Things I Hate About You) – serie TV, episodio The Winner Takes It All (2010)
- A tutto ritmo (Shake It Up) – serie TV, episodio Glitz It Up (2011)
- Hot in Cleveland – serie TV, episodio Elka's Snowbird (2011)
- iCarly – serie TV, episodio iPity the Nevel (2011)
- Law & Order: LA – serie TV, episodio Zuma Canyon (2011)
- True Blood – serie TV, episodi Let's Get Out of Here e Burning Down the House (2011)
- C'è sempre il sole a Philadelphia (It's Always Sunny in Philadelphia) – serie TV, episodio Frank Reynold's Little Beauties (2011)
- Dexter – serie TV, episodio Just Let Go (2011)
- CSI: Miami – serie TV, episodio Crowned (2011)
- Mucchio d'ossa (Bag of Bones) – miniserie TV (2011)
- Supermoms – serie TV (2012)
- Daybreak – serie TV (2012)
- Vi presento i miei (Retired at 35) – serie TV, episodio The Grifters (2012)
- Vicini del terzo tipo (The Neighbors) – serie TV (2012)
- Zeus e il Natale in California (The Dog Who Saved the Holidays), regia di Michael Feifer – film TV (2012)
- Bad Girls, regia di John Dahl – film TV (2012)
- Vegas – serie TV, episodio The Third Man (2013)
- Chosen – serie TV (2013-2014)
- Suburgatory – serie TV, episodio No, You Can't Sit with Us (2014)
- Agent Carter – serie TV, episodio The Iron Ceiling (2015)
- Heart of the Matter, regia di Kristoffer Tabori – film TV (2015)
- Portrait of Love, regia di Kristoffer Tabori – film TV (2015)
- Z Nation – serie TV (2016)
- Young Sheldon – serie TV (2018)
- The Mick – serie TV (2018)
- Incontro pericoloso (A Dangerous Date), regia di Jared Cohn – film TV (2018)
- The Good Doctor – serie TV (2018)
- Deputy – serie TV (2020)
- Cavaliere per caso (Dwight in Shining Armor) – serie TV, 50 episodi (2019-2021)
- NCIS: Los Angeles – serie TV, 1 episodio (2022)

#### Cortometraggi
- The Mis-Informant, regia di Jeremy Konner (2010)
- Lany's Morning, regia di Karl Owens (2012)
- Bedbug, regia di Joe Ballarini (2014)
- Unmatched, regia di Bella King (2014)
- Shoulder to Shoulder, regia di Dan Dieffenbach (2014)
- Sweetheart, regia di Miguel Angelo Pate (2015)
- Monsters, regia di Steve Desmond (2015)

### Doppiatrice

#### Televisione
- Agente Speciale Oso (Special Agent Oso) – serie animata, episodio Quatum of Celery/Drink Another Day (2011)
- Dottoressa Peluche (Doc McStuffins) – serie animata (dal 2012)
- La leggenda di Korra (The Legend of Korra) – serie animata, episodio The Calling (2014)
- A casa dei Loud (The Loud House) – serie animata (2016)

### Video musicali
- The Dandy Warhols: Catcher in the Rye, regia di Mike Bruce (2016)
- Sissy Sheridan: Most Girls, regia di Reel Mike Jones (2019)
- Woodside Rhapsody, regia di Danielle Bisutti (2021)

## Web TV
- Chicken Girls – web serie (2017)

## Doppiatrici italiane
Nelle versioni in italiano dei suoi film e delle sue serie TV, Caitlin Carmichael è stata doppiata da:
- Mariagrazia Cerullo[20] ne Il segreto della sirena[21]
- Lavinia Paladino[22] in Cavaliere per caso[23]
- Martina Felli[24] in Midnight in the Switchgrass[25]

## Riconoscimenti
- Bloody Horror International Film Festival
  - 2016: Vincitrice per il cortometraggio Monsters – Miglior attrice in un cortometraggio
- Comicpalooza Film Festival
  - 2017: Vincitrice per il cortometraggio Monsters – Miglior attrice
- Hoboken International Film Festival
  - 2019: Nominata per il film Epiphany – Miglior attrice in un lungometraggio
- Horrorhaus Film Festival
  - 2016: Vincitrice per il cortometraggio Monsters – Miglior attrice giovane
- ICVM Crown Awards
  - 2019: Vincitrice per il film Epiphany – Miglior attrice
- International Christian Film Festival
  - 2019: Vincitrice per il film Epiphany – Miglior attrice in un lungometraggio
- Molins Film Festival
  - 2016: Vincitrice per il cortometraggio Monsters – Miglior attrice in un cortometraggio
- Naperville Independent Film Festival
  - 2015: Nominata per il cortometraggio Sweetheart – Miglior attrice
- National Film and Television Awards, USA
  - 2019: Vincitrice come Miglior nuova arrivata
- Winter Film Awards
  - 2018: Vincitrice per il cortometraggio Monsters – Miglior attrice
- Young Artist Award
  - 2011: Nominata per il cortometraggio The Mis-Informant – Miglior interpretazione in un cortometraggio
  - 2012: Nominata per la serie A tutto ritmo (Shake It Up) – Miglior interpretazione in una serie televisiva
  - 2012: Vincitrice per la miniserie Mucchio d'ossa (Bag of Bones) – Miglior interpretazione non protagonista in una miniserie televisiva
  - 2013: Nominata per la serie Vi presento i miei (Retired at 35) – Miglior interpretazione in una serie televisiva
  - 2013: Vincitrice per la serie animata Dottoressa Peluche (Doc McStuffins) – Miglior interpretazione in un ruolo di doppiaggio
  - 2014: Nominata per il film Wiener Dog Nationals – Miglior interpretazione giovane in un film in DVD
  - 2014: Vincitrice per la serie Chosen – Miglior performance sul web
- Young Entertainer Awards
  - 2016: Nominata per il film Grace Stirs Up Success – Miglior interpretazione in un film in DVD
  - 2016: Nominata per il film televisivo Heart of the Matter – Miglior giovane attrice protagonista in un film televisivo
  - 2016: Vincitrice per il cortometraggio Monsters – Miglior attrice giovane in un cortometraggio
  - 2017: Nominata per il film A Boy Called Po – Miglior giovane attrice non protagonista in un lungometraggio indipendente o del festival cinematografico
  - 2017: Vincitrice per il film Operation: Neighborhood Watch! – Miglior cast ensemble in un lungometraggio
  - 2019: Nominata per la serie The Good Doctor – Miglior giovane attrice in una serie televisiva